# Kreiselmotor

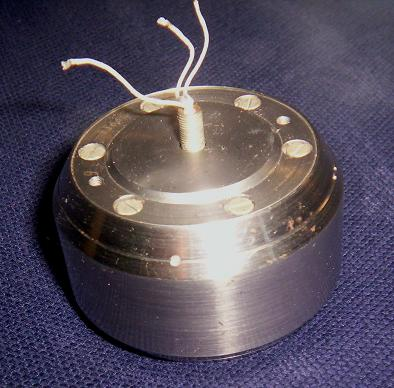
Kreiselmotor sowjetischer Bauart (ca. 1970) für Drehstrom 3 × 36 V / 400 Hz. Das gesamte Gehäuse rotiert – das Gewinderohr mit den Zuleitungen dient der Befestigung. An den konischen Teilen des Rotors sind Auswucht-Bohrungen zu erkennen.

Kreiselmotoren sind schnelllaufende Kreisel als zentraler Bestandteil des Kreiselkompass’, des Künstlichen Horizonts und von Gyroskopen.
Kreiselmotoren sind kugelgelagerte Außenläufer, die früher auch mit Gleichstrom, meist jedoch mit 400-Hz-Drehstrom als Asynchronmotor betrieben werden.
Die Drehzahl beträgt im letzteren Fall ca. 22.500 min−1, also etwas weniger als die synchrone Drehzahl von 24.000 min−1.
Kreiselmotoren im Künstlichen Horizont von Flugzeugen werden teilweise auch mit einer luftbetriebenen Turbine angetrieben.
Kreiselmotoren dienen lediglich der Stabilisierung ihrer Drehachse im Raum und haben daher keinen Abtrieb, möglichst große Drehzahlen, kleine Lagerreibung und ein großes Rotationsträgheitsmoment des Läufers.
Die Motoren unterliegen aufgrund der hohen Drehzahlen einem Lagerverschleiß, der beispielsweise Wartungsflüge zum Weltraumteleskop Hubble notwendig machte, um dessen Gyroskope auszutauschen.
Kreiselmotoren können teilweise durch die verschleißfrei ohne bewegte Teile arbeitenden Faserkreisel oder Laserkreisel ersetzt werden.